# Sylvia Ruuska
Sylvia Eliina Ruuska (Berkeley, 4 luglio 1942 – 7 febbraio 2019) è stata una nuotatrice statunitense.
Di origini finlandesi, specializzata nello stile libero e nei misti.

Nel 1956 all'età di 14 anni vinse due medaglie alle Olimpiadi di Melbourne: un argento nella staffetta 4x100 m sl e un bronzo individuale nei 400 m sl, dietro alle forti australiane Crapp e Fraser.
Il 27 giugno 1958 divenne la prima donna a stabilire un record del mondo ufficiale nei 400 m misti, fermando il cronometro a 5'46"6 in un meeting natatorio organizzato a Los Angeles.
Nel 1976 è stata inserita nella International Swimming Hall of Fame.

## Palmarès
- Olimpiadi

Melbourne 1956: argento nella staffetta 4x100 m sl e bronzo nei 400 m sl.
- Giochi panamericani

1959 - Chicago: argento nei 400 m sl.